# Phare du Galiton
Le phare du Galiton est un phare situé sur l'îlot du Galiton, dans l'archipel de La Galite, au large du cap Serrat et de la ville de Tabarka (gouvernorat de Bizerte en Tunisie).
Les phares de Tunisie sont sous l'autorité du Service des phares et balises de la République tunisienne (SPHB).

## Histoire
Dès 1860, alors que la souveraineté des îles de La Galite n'est pas encore établie, la construction d'un phare sur l'archipel est déjà envisagée. Les puissances coloniales désirent sécuriser les routes maritimes. Différents projets voient le jour mais ce n'est qu'en 1913 que le projet est mis en route. Sa construction est retardée à plusieurs reprises à cause des coûts financiers et des difficultés d'ingénierie. Le gouvernement tunisien inscrit la dépense à son budget de 1914 avec le soutien financier de la France au regard des anciens projets et de la fourniture du système optique.
Le phare est édifié entre 1914 et 1919 au sommet de l’îlot.

## Localisation
Le phare est situé à la limite ouest du groupe de l'archipel de La Galite, à environ trente kilomètres au nord-ouest du cap Serrat. Il est perché sur le point le plus haut de l’îlot du Galiton, dans l’archipel de la Galite, à l’extrême nord-ouest de la Tunisie. Cet archipel est une future aire marine protégée qui bénéficie, depuis 2006, d’une gestion active des valeurs patrimoniales, naturelles ou culturelles.
Le site et le phare ne se visitent pas et l'îlot n'est accessible qu'en bateau.

## Description
C'est une tour carrée de quatorze mètres de haut, avec galerie et lanterne, montée sur une maison de gardiens de deux étages et à côté d'autres bâtiments techniques. Le haut de la tour et la lanterne sont noirs et le reste des bâtiments est gris et blanc. Il émet un groupe de quatre éclats blancs toutes les vingt secondes, d'une portée maximale de 24 milles nautiques (environ 43 kilomètres) à une hauteur focale de 168 mètres au-dessus du niveau de la mer. Il possède aussi un feu rouge fixe marquant un secteur étroit au sud-ouest d'une portée de 23 milles nautiques (environ 41 kilomètres).
Identifiant : ARLHS : TUN016 - Amirauté : E6464 - NGA : 22144.
|              |
| Vue du phare |

|                 |
| Îlot du Galiton |

### Lien connexe
- Liste des principaux phares de Tunisie
- Liste des phares et balises de Tunisie